# Стеблевка
Стеблевка (укр. Стеблівка) — село в Мизочской поселковой общине Ровненского района Ровненской области Украины.
Население по переписи 2001 года составляло 610 человек. Почтовый индекс — 35765. Телефонный код — 3652. Код КОАТУУ — 5622685602.

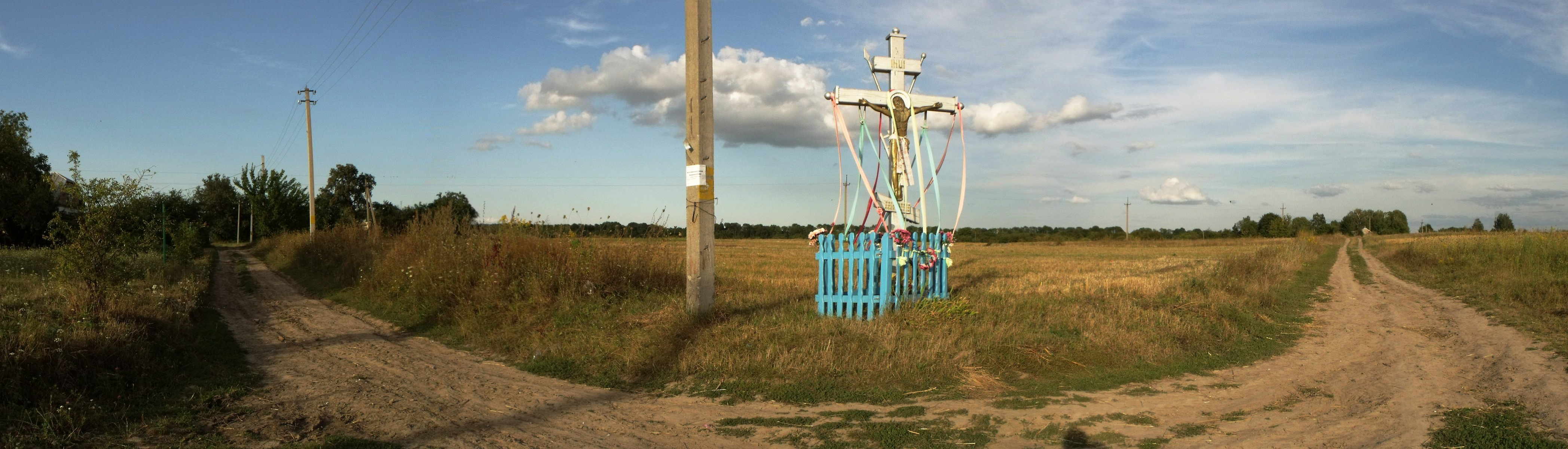

## История
В 1946 г. Указом Президиума ВС УССР село Стубло переименовано в Стеблевку.
До 2020 года входило в Здолбуновский район.